# Aleix Garrido
Aleix Garrido Cañizares (Ripoll, 2004. február 22. –) spanyol labdarúgó; középpályás. A Segunda Divisiónban szereplő Eibar játékosa.

## Pályafutása

### Barcelona
Garrido a klub sajátnevelésű játékosa, ahová 2012-ben csatlakozott, az U8-ból az összes korosztályos csapatot végig járta. 2022. január 9-én góllal mutatkozott be a Barcelona B csapatában a Betis Deportivo Balompié együttese elleni harmadosztályú bajnokin.

#### A felnőttcsapatban
2023. április 1-jén nevezték, majd debütált a 2022–23-as idényének a 27. fordulójában az Elche elleni 4–0-s győztes bajnokin, csereként állt be Ansu Fatit váltva az utolsó 6 percben.

### Eibar
2025. június 20-án hároméves szerződést írt alá a másodosztályú Eibar csapatával.

## Válogatott karrier
Többszörös korosztályos válogatott.

## Statisztika
2023. április 5-i állapot szerint
| Klub        | Szezon   | Bajnokság             | Bajnokság | Bajnokság | Kupa  | Kupa  | Egyéb | Egyéb | Összes | Összes |
| Klub        | Szezon   | Liga                  | Mérk.     | Gólok     | Mérk. | Gólok | Mérk. | Gólok | Mérk.  | Gólok  |
| ----------- | -------- | --------------------- | --------- | --------- | ----- | ----- | ----- | ----- | ------ | ------ |
| Barcelona B | 2021–22  | Primera División RFEF | 6         | 1         | –     | –     | 0     | 0     | 6      | 1      |
| Barcelona B | 2022–23  | Primera Federación    | 5         | 0         | –     | –     | 0     | 0     | 5      | 0      |
| Barcelona B | Összesen | Összesen              | 11        | 1         | 0     | 0     | 0     | 0     | 11     | 1      |
| Barcelona   | 2022–23  | La Liga               | 1         | 0         | 0     | 0     | 0     | 0     | 1      | 0      |
| Összesen    | Összesen | Összesen              | 12        | 1         | 0     | 0     | 0     | 0     | 12     | 1      |